# Chapelle Saint-Gildas de Carnoët
La chapelle Saint-Gildas est située sur la commune de Carnoët en France.

## Localisation
La chapelle est située sur la commune de Carnoët dans le département des Côtes-d'Armor, dans la région Bretagne.

## Description
La chapelle est un petit édifice en forme de croix latine. Elle se compose d'une nef flanquée au nord d'un bas-côté, d'un transept et d'une abside polygonale. Sur le pignon de la façade occidentale s'élève un petit clocher ajouré, à flèche de pierre qui semble appartenir au XVIIe siècle. Les grandes fenêtres de la nef et de l'abside sont surmontées de pignons, avec rampants décorées de crochets et de gargouilles. La flèche est reconstruite en 1757. À l'intérieur, la voûte est formée par une charpente lambrissée. Une clôture en bois peint et sculpté date du XVIe siècle. Sur chacun des panneaux sont représentés les apôtres et deux scènes de la vie du Christ. L'entrait qui sépare la nef du transept porte en son milieu le Christ en croix entouré de sa mère et de Saint-Jean.

## Historique
La chapelle pourrait avoir été une fondation seigneuriale remontant aux premières années du XVIe siècle. Sa proximité avec la forteresse de Tossen Sant-Veltas laisse penser que ce pouvait être la chapelle privée de ce château. Cet édifice paraît avoir été totalement achevé en une seule campagne se situant autour de 1500, et fait partie des créations de l'atelier de Philippe de Beaumanoir, constructeur très actif en Trégor.
Elle est classée au titre des monuments historiques par arrêté du 17 juillet 1972.

## Galerie

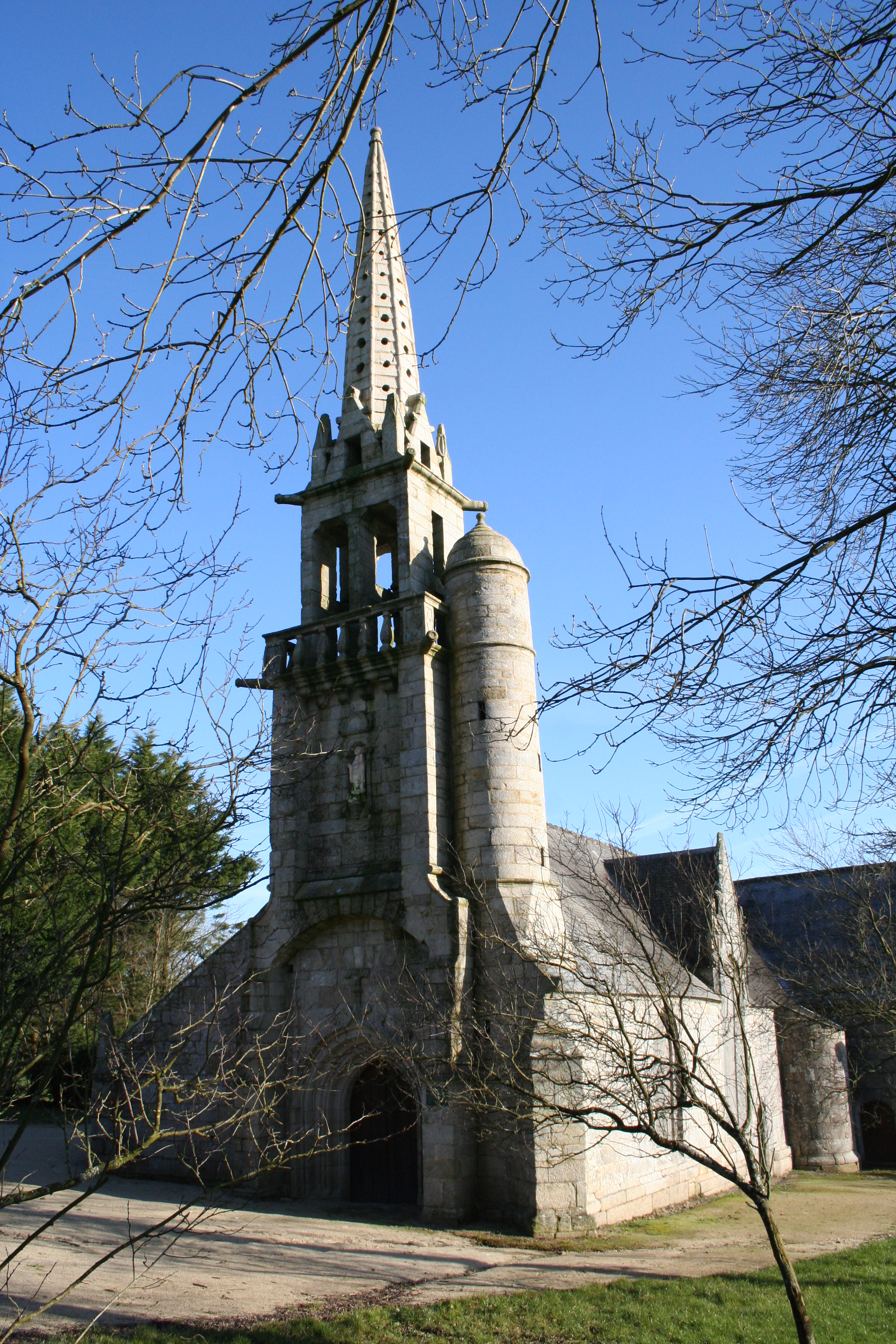
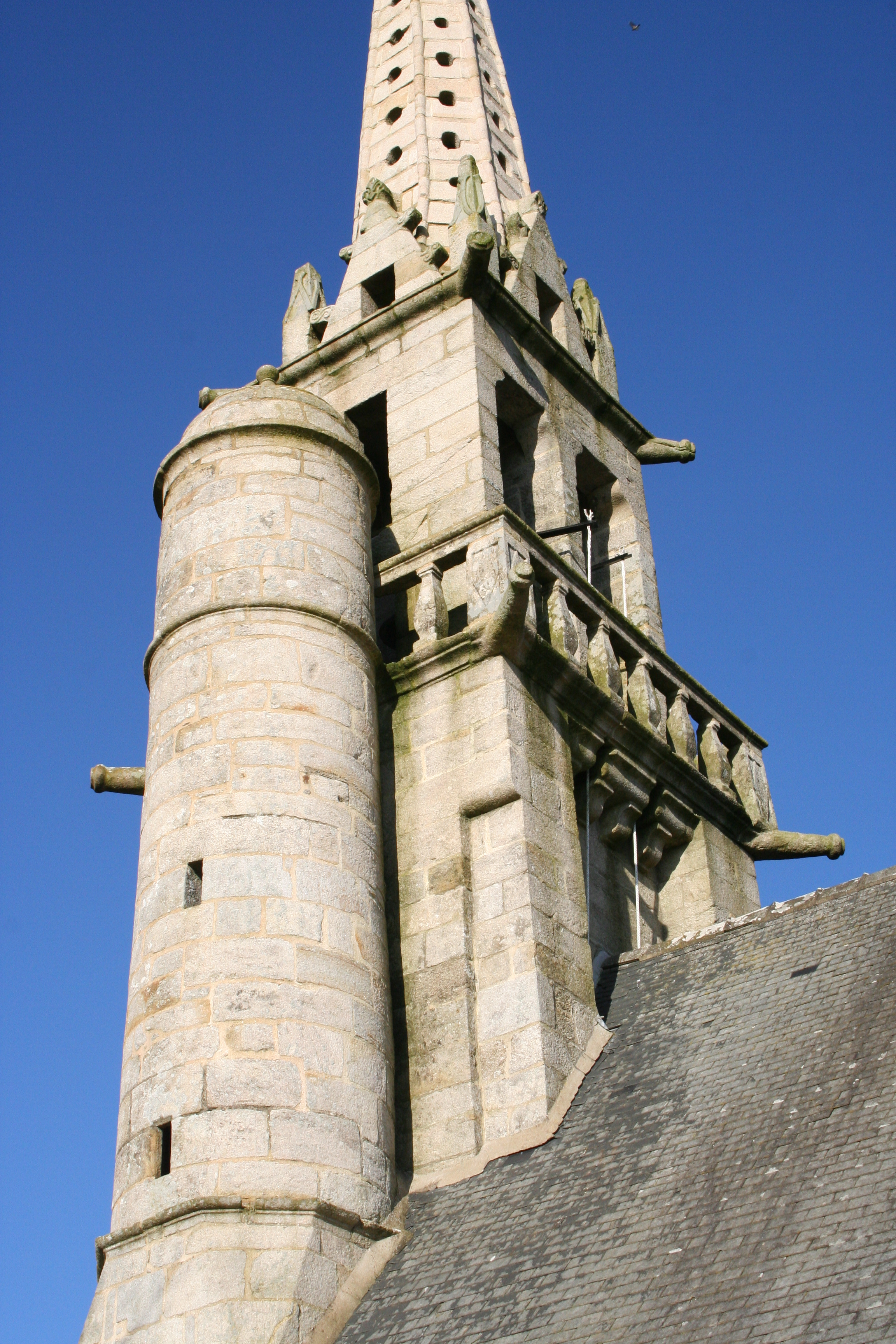
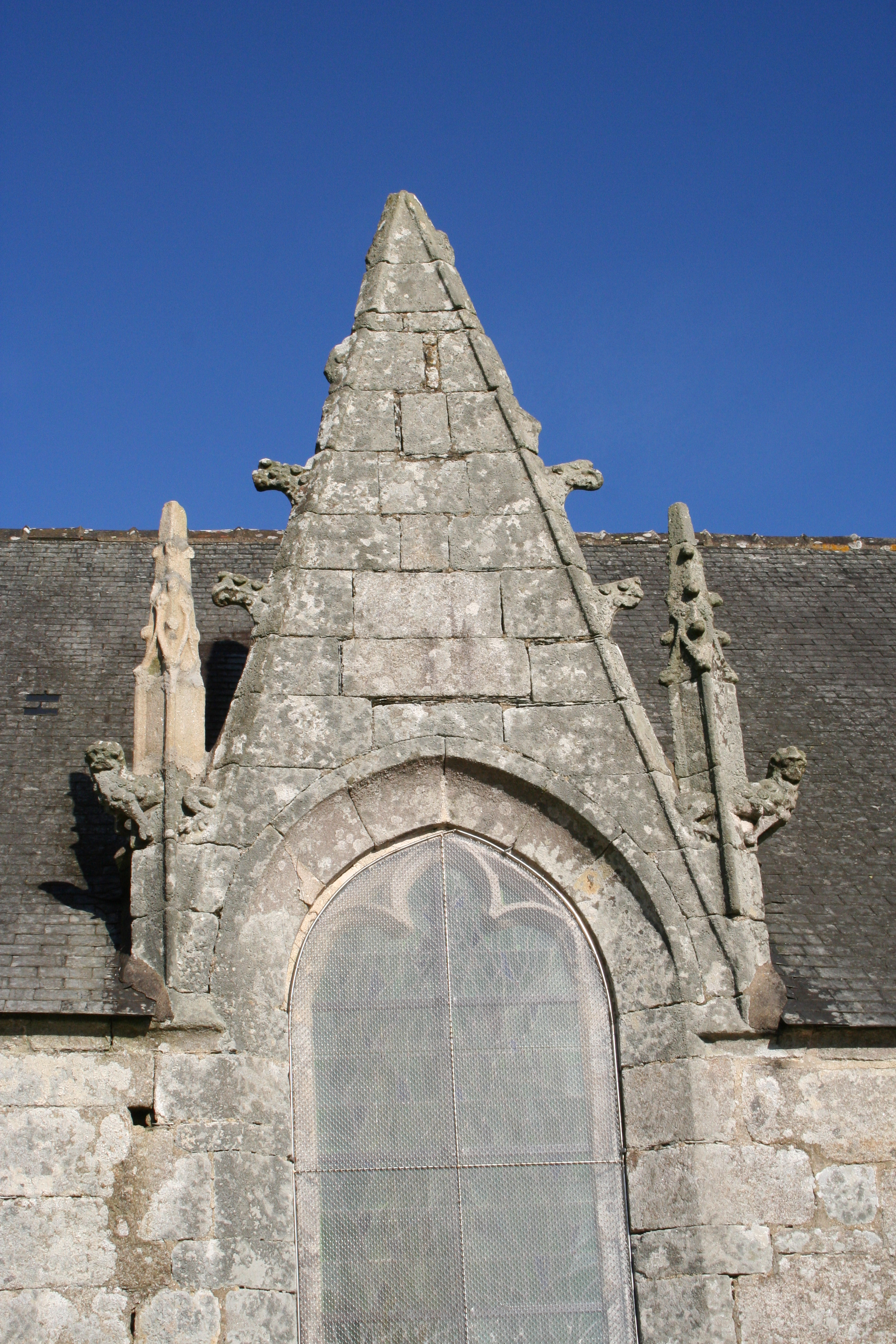
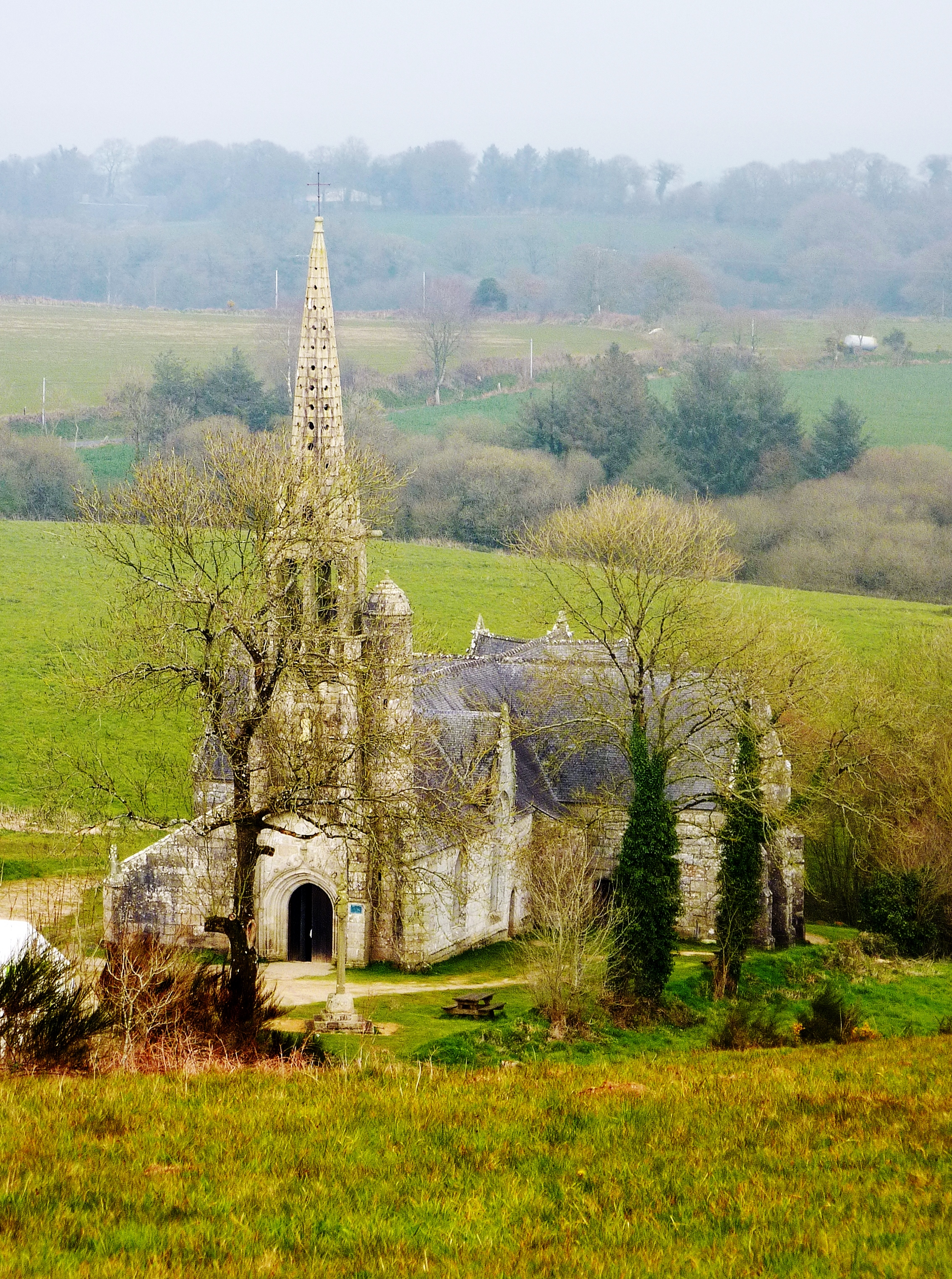
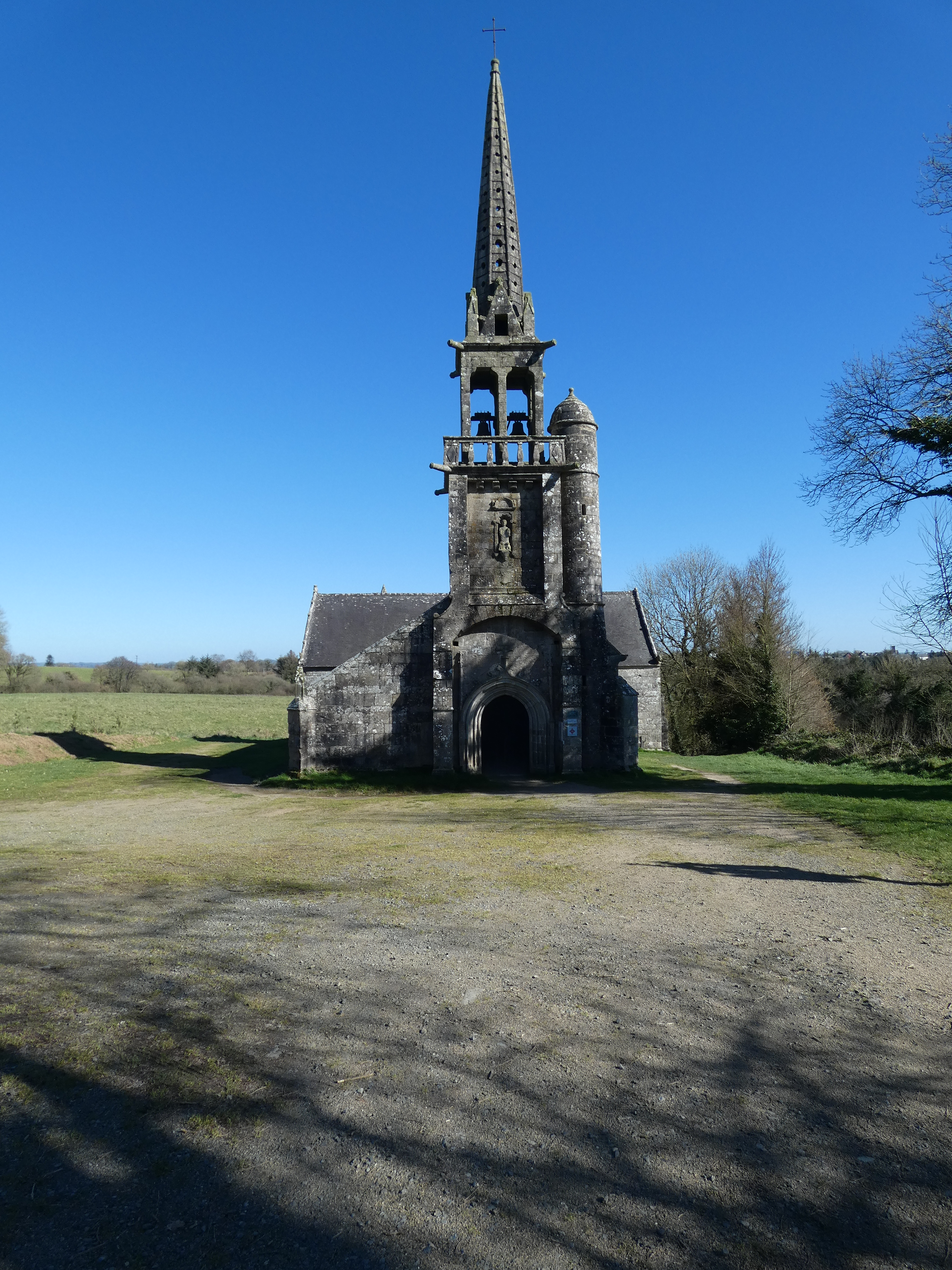
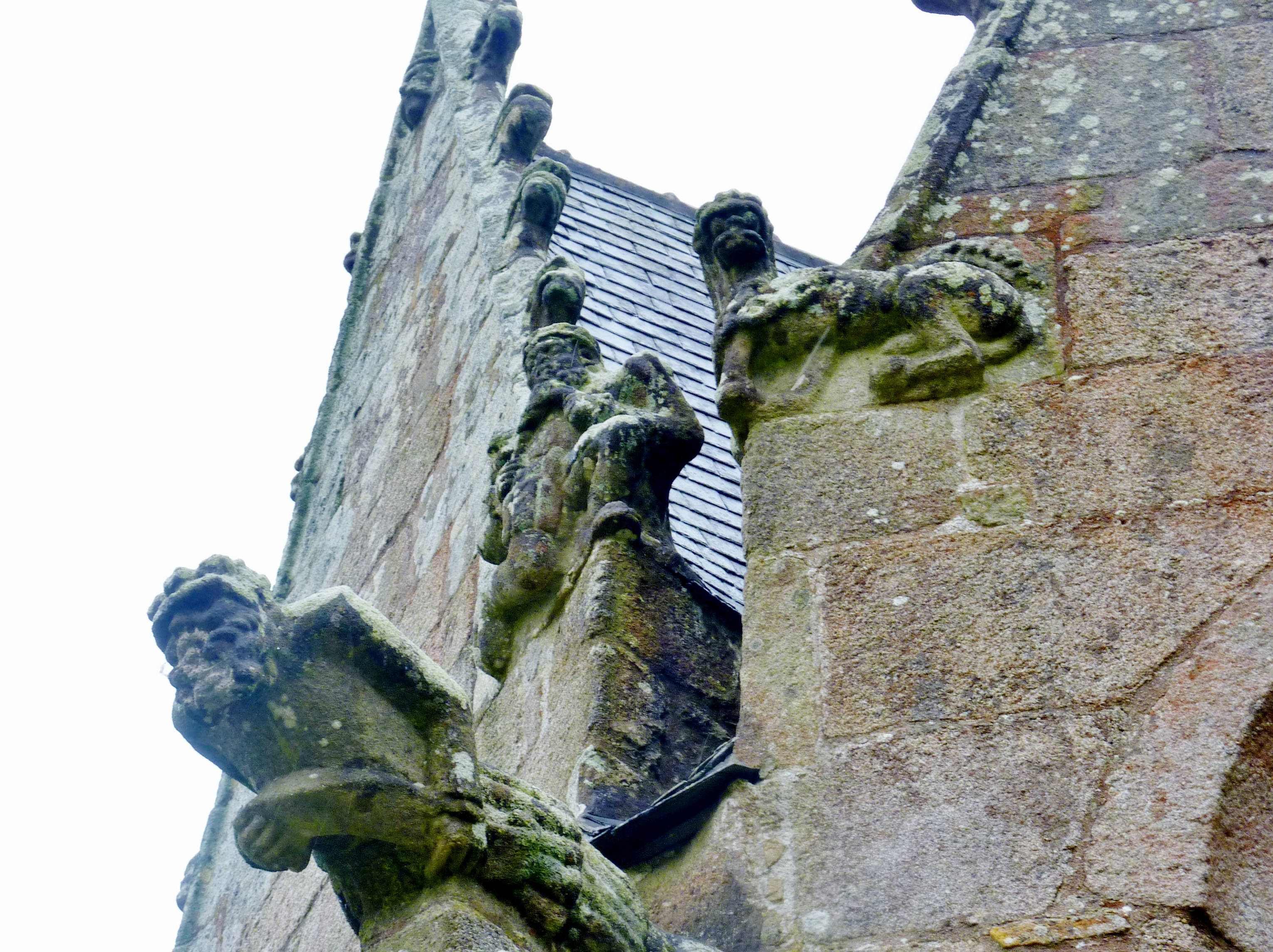
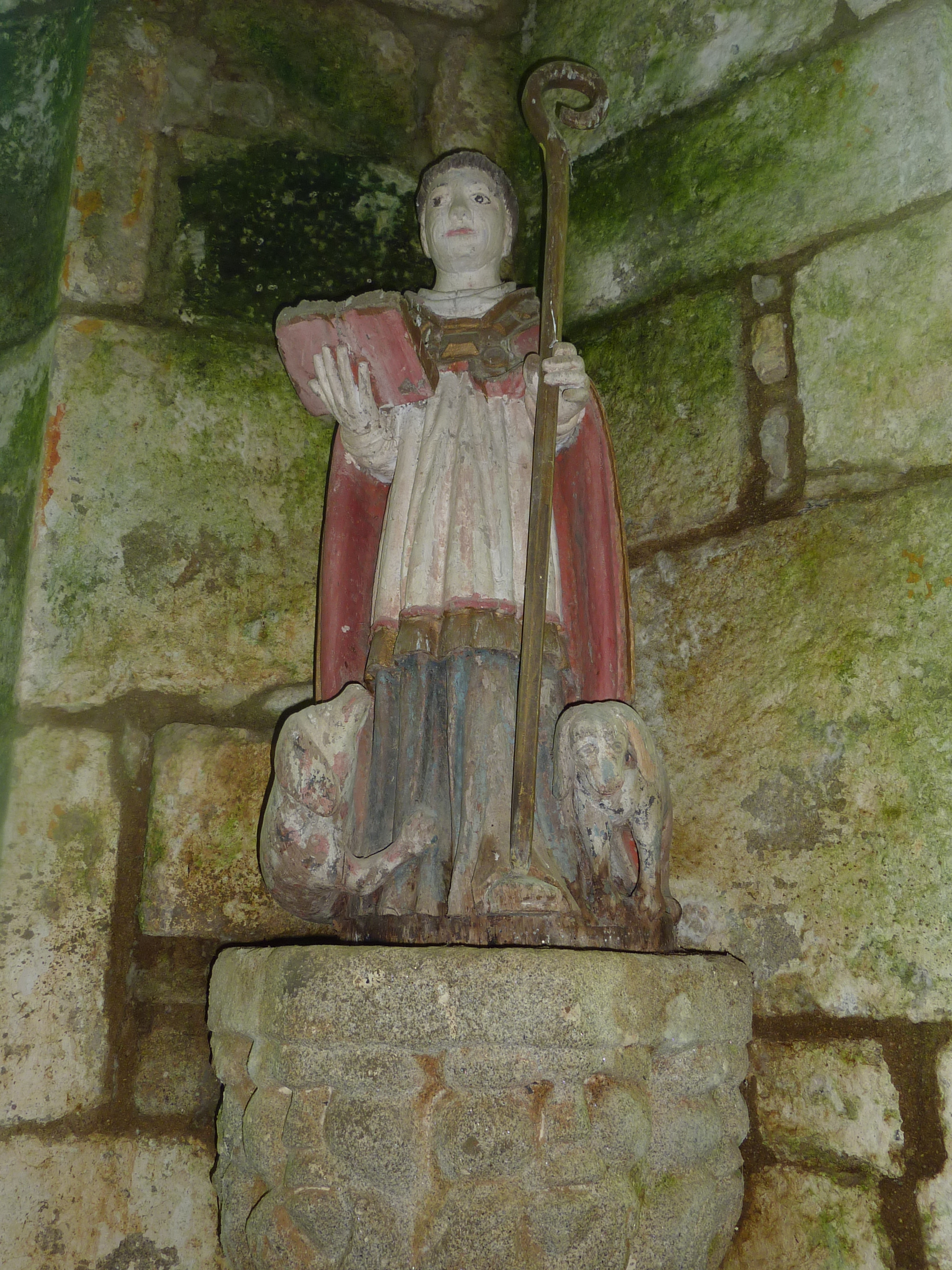
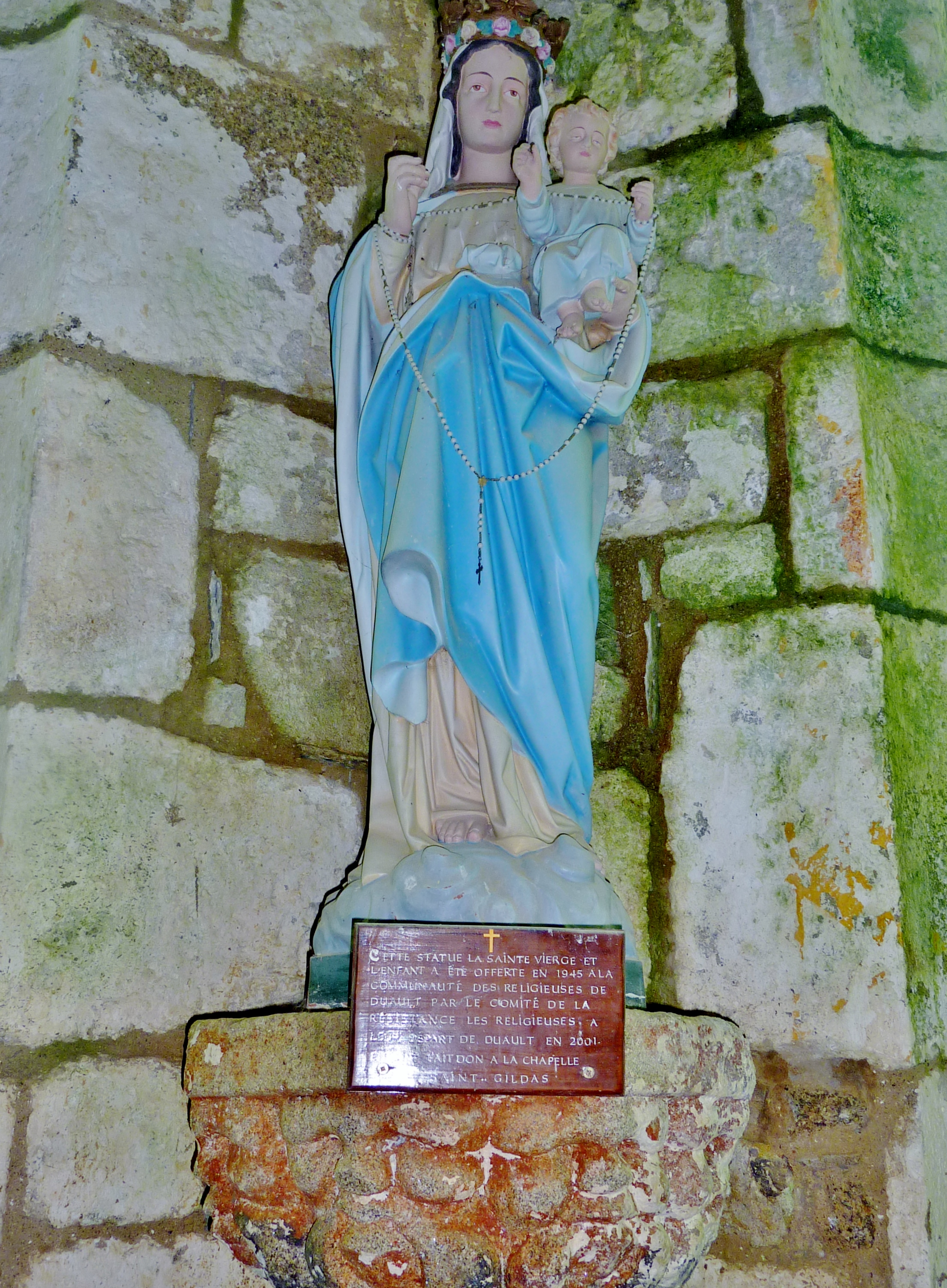
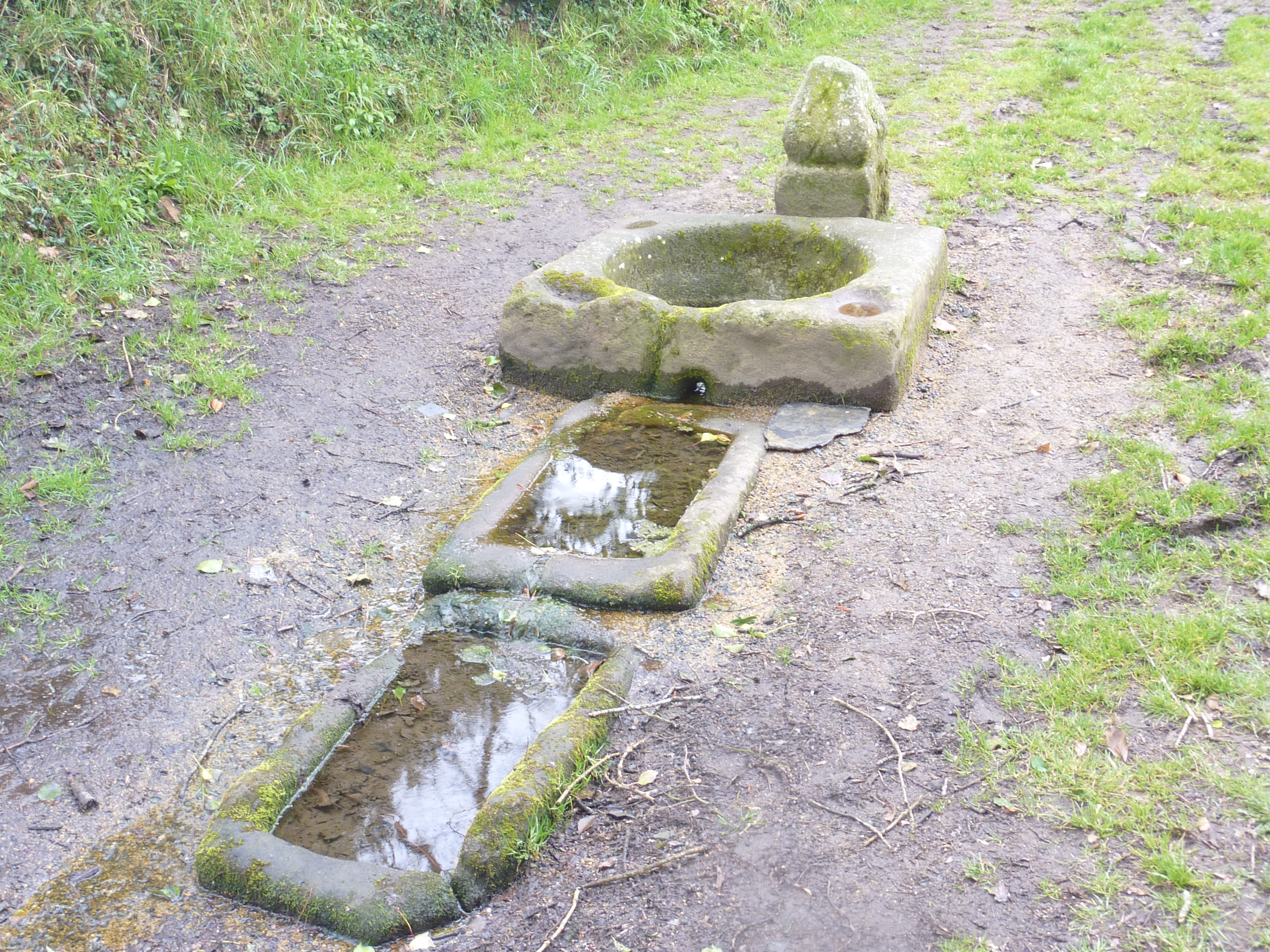
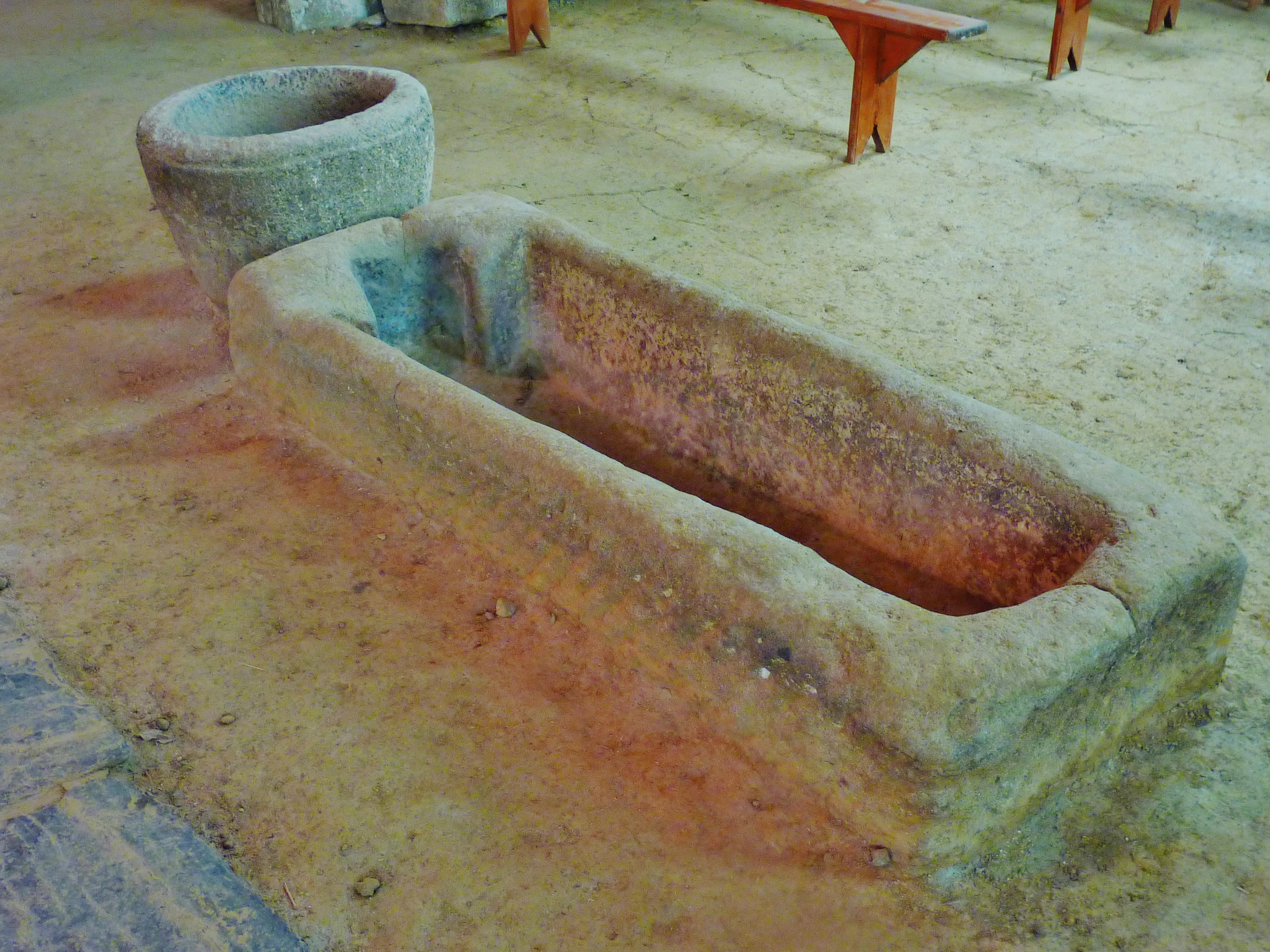
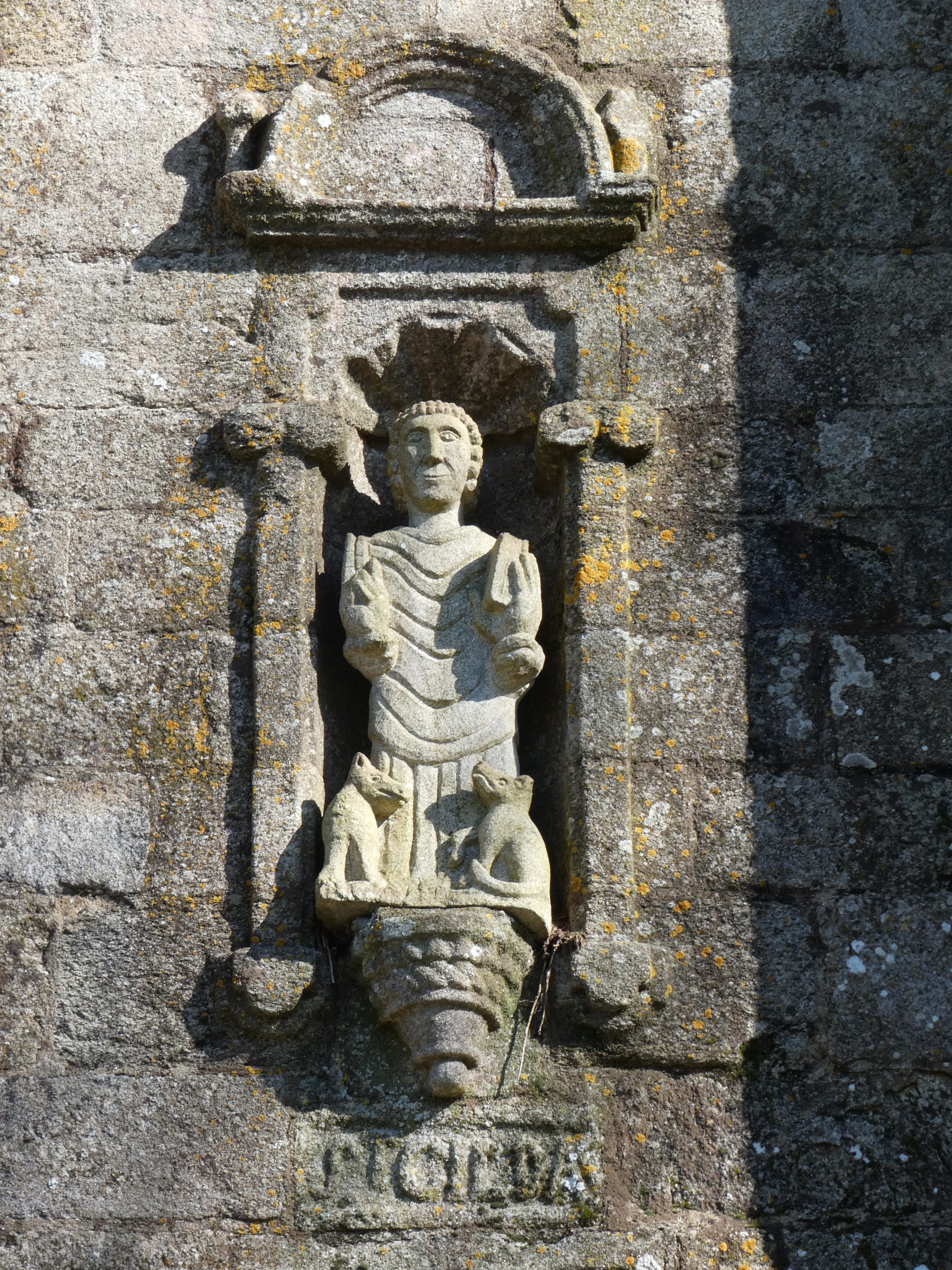
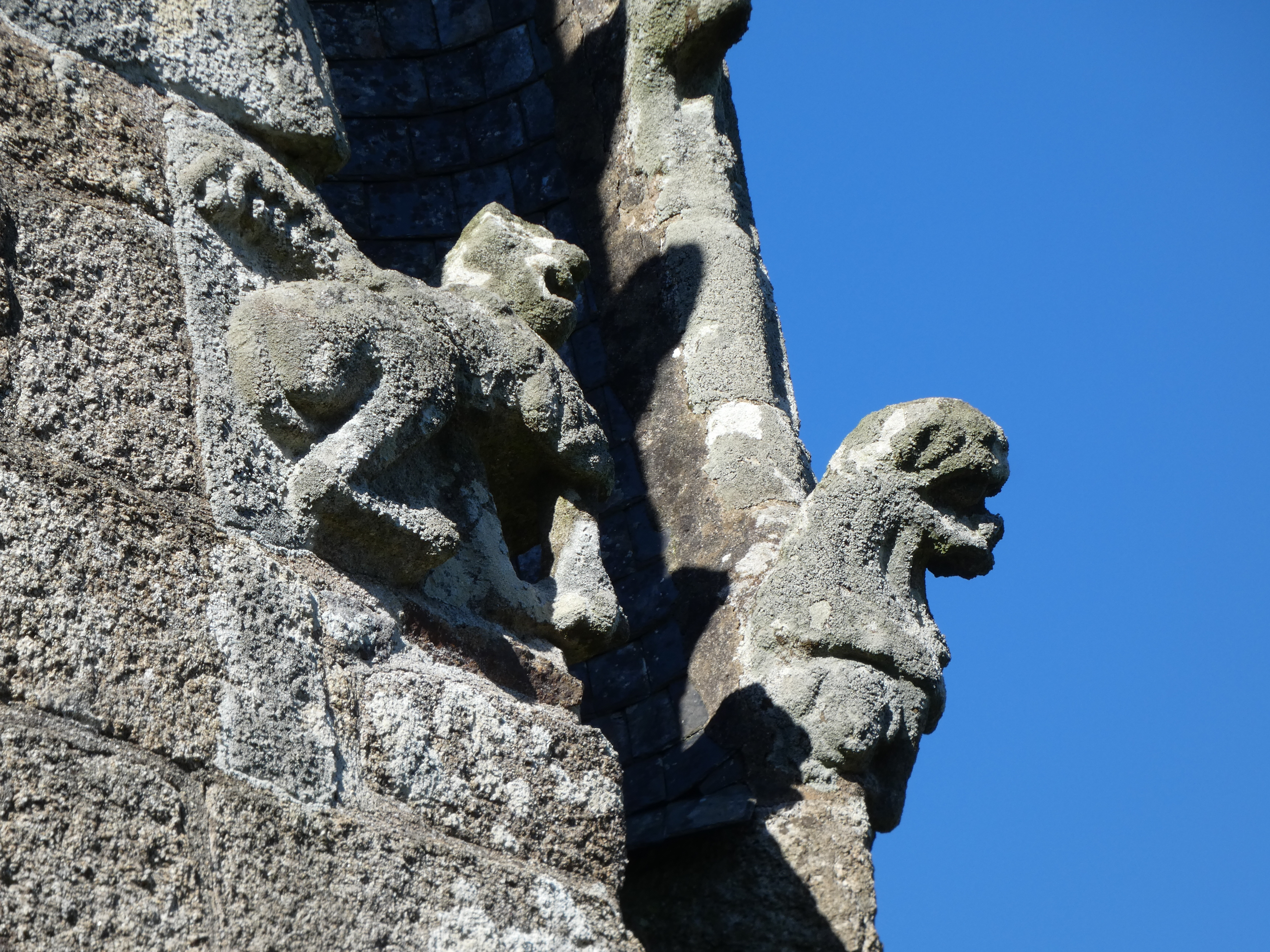